# Iskander Hachicha
Iskander Hachicha –en árabe, إسكندر حشيشة– (nacido el 21 de marzo de 1972) es un deportista tunecino que compitió en judo. Ganó una medalla en los Juegos Panafricanos de 1999, y cinco medallas en el Campeonato Africano de Judo entre los años 1996 y 2004.

## Palmarés internacional
| Juegos Panafricanos | Juegos Panafricanos       | Juegos Panafricanos | Juegos Panafricanos |
| Año                 | Lugar                     | Medalla             | Categoría           |
| ------------------- | ------------------------- | ------------------- | ------------------- |
| 1999                | Johannesburgo (Sudáfrica) | Medalla de oro      | –90 kg              |
| Campeonato Africano |                           |                     |                     |
| Año                 | Lugar                     | Medalla             | Categoría           |
| 1996                | Sudáfrica (Sudáfrica)     | Medalla de plata    | –86 kg              |
| 1998                | Dakar (Senegal)           | Medalla de bronce   | –90 kg              |
| 2000                | Argel (Argelia)           | Medalla de oro      | –90 kg              |
| 2000                | Argel (Argelia)           | Medalla de bronce   | Abierta             |
| 2004                | Túnez (Túnez)             | Medalla de bronce   | –90 kg              |